# Скворцов, Вавельян Сергеевич
Вавельян Сергеевич Скворцов — советский хозяйственный и государственный деятель, лауреат Государственной премии СССР в области науки и техники.

## Биография
Родился в 1936 году в Ленинграде. Член КПСС.
Окончил Ивановский текстильный институт.
В 1960—1968 годах — сменный мастер, мастер цеха, заместитель главного инженера, главный инженер, заведующий прядильной фабрикой текстильного комбината «Большевик» в городе Родники Ивановской области.
В 1968—1973 годах — главный инженер на Ивановском меланжевом комбинате имени К. И. Фролова.
В 1973—1986 годах — начальник республиканского промышленного объединения «Ивхлоппром».
За реконструкцию, модернизацию и техническое перевооружение предприятий текстильной и лёгкой промышленности Ивановской области без остановки производства, с уменьшение численности работающих и увеличением выпуска продукции был в составе коллектива удостоен Государственной премии СССР за выдающиеся достижения в труде 1981 года.
Делегат XXVI съезда КПСС.
В 1986—1999 годах — директор ВНИПИАСУ легкой промышленности.
В 1999—2001 годах — профессор кафедры прядения Ивановской государственной текстильной академии.
Умер в Иванове в 2003 году.

## Награды
- Орден Трудового Красного Знамени
- Орден Знак Почёта